# 中島九右衛門
中島 九右衛門（なかしま くえもん）は、大阪府枚方市において、江戸時代に栄えた旧家。屋号「柴屋」。
始祖は嵯峨天皇第十二子河原院（左大臣源融）の末裔嵯峨源氏の末流。尾張国中島郡中島村、中島城主・中島蔵人（鎌倉時代）。中島左衛門尉宣長（『吾妻鏡』に記載）。尾州中島城主本居山城守源氏孝（室町時代）。中島氏種（戦国時代／豊臣氏・大坂七手組頭）。

## 略記
祖先の中島氏種は、豊臣氏の重臣（大坂七手組頭）。大坂夏の陣以後、氏種の一子が河内国茨田郡岡新町村（現・大阪府枚方市新町）に帰農した。江戸時代、幕府から代々「中島九右衛門」（屋号・柴屋）を名乗ることを許されていた。紀州徳川家専用本陣、枚方宿役人、金融業・酒造業等を兼帯し、大阪北部屈指の豪農として栄えた。天保期には、小作米864石、所有地63町歩（約62ヘクタール）に達した。当時の建物は安政4年（1857年）、火災により焼失。以降再建されるも、近年の急速な都市化により屋敷は現存しないが、往年の枚方宿を偲ぶ多数の古文書が残されている。現在、中島家の子孫は主に、大阪府枚方市新町・同市中宮町・大東市新田に3家ある。

## 資料
中島家由緒書：（江戸・化政期）中嶋九右衛門政孝
「尾州中島城主　本居山城守源氏孝　謂有而　太閤秀吉公家臣と成　其節郡地名を以而　中嶋と改　中島式部少輔氏重　後胤一子庄五郎氏種　是当家之為大祖　元和三巳年から血脉　男子相続罷在候　先祖氏種から十二代　当主　中嶋九右衛門政孝」
枚方市史（昭和二十六年刊行）：
「明治初年迄当地で清酒『星の井』を醸造していた中嶋九右衛門の先祖は、尾張国中嶋城主本居山城守源氏孝と言い、其後、豊臣秀吉に仕えて中島式部少輔氏重と名乗り各地に転戦したが、大坂の陣に討死した。其一子が枚方駅に立越して天の川尻の沼地を開発し、岡新町村の村名を得たのだという」